# 西出ケンゴロー
西出 ケンゴロー（にしで けんごろー）は日本の漫画家、イラストレーター、デザイナー
。京都府舞鶴市出身。

## 来歴
大阪総合デザイン専門学校漫画学科を卒業し、上京後に編集プロダクション勤務を経てフリーランスでキャラクターデザインやライトノベルの挿画を担当するようになった。以降、主にコンピュータゲームのコミカライズや実在の人物を主人公とした漫画作品、VTuberのキャラクターデザイン等を手掛けている。

## 作品

### 漫画
- I・AM…（原作：鈴木尽星）
- クトゥルフ神話の原点（原作：H・P・ラヴクラフト、PHP研究所〈クラシックCOMIC〉）
  - 名状しがたきもの（『異次元の色彩』収録）
  - エーリッヒ・ツァンの音楽（『銀の鍵』収録）
- ウメハラ -To live is to game-（監修：梅原大吾、原作：折笠格）[3]
- ウメハラ FIGHTING GAMERS!（監修：梅原大吾、原作：友井マキ）
- Fate/Grand Order -Epic of Remnant- 亜種特異点EX 深海電脳楽土 SE.RA.PH（原作：TYPE-MOON）
- 異世界ひろゆき（原作：戸塚たくす、監修：ひろゆき）

### 挿絵
- 君が衛生兵で歩兵が俺で（篠山半太、スマッシュ文庫）
- 小さな魔女と野良犬騎士（麻倉英理也、ヒーロー文庫）
- アンリミテッド・レベル（鏑木カヅキ、ヒーロー文庫）

### キャラクターデザイン
- Fate/Grand Order（ゼノビア）[4]